# Sturnira
Sturnira là một chi động vật có vú trong họ Dơi mũi lá, bộ Dơi. Chi này được Gray miêu tả năm 1842. Loài điển hình của chi này là Sturnira spectrum Gray, 1842 (= Phyllostoma lilium E. Geoffroy, 1810).

## Hình ảnh

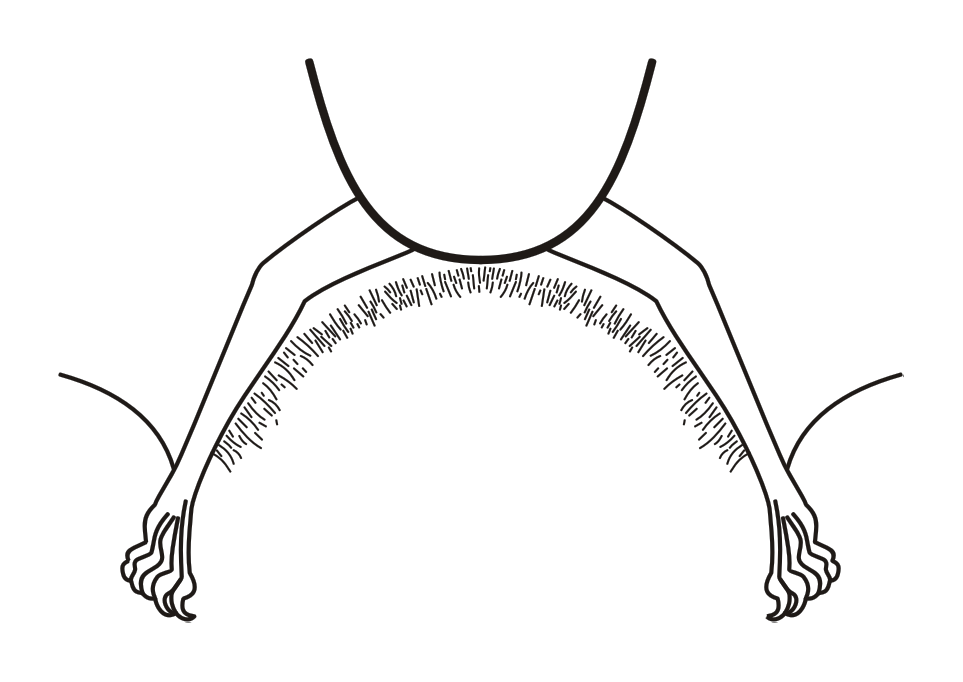

## Các loài
Chi này gồm các loài: